# 奥山廻り

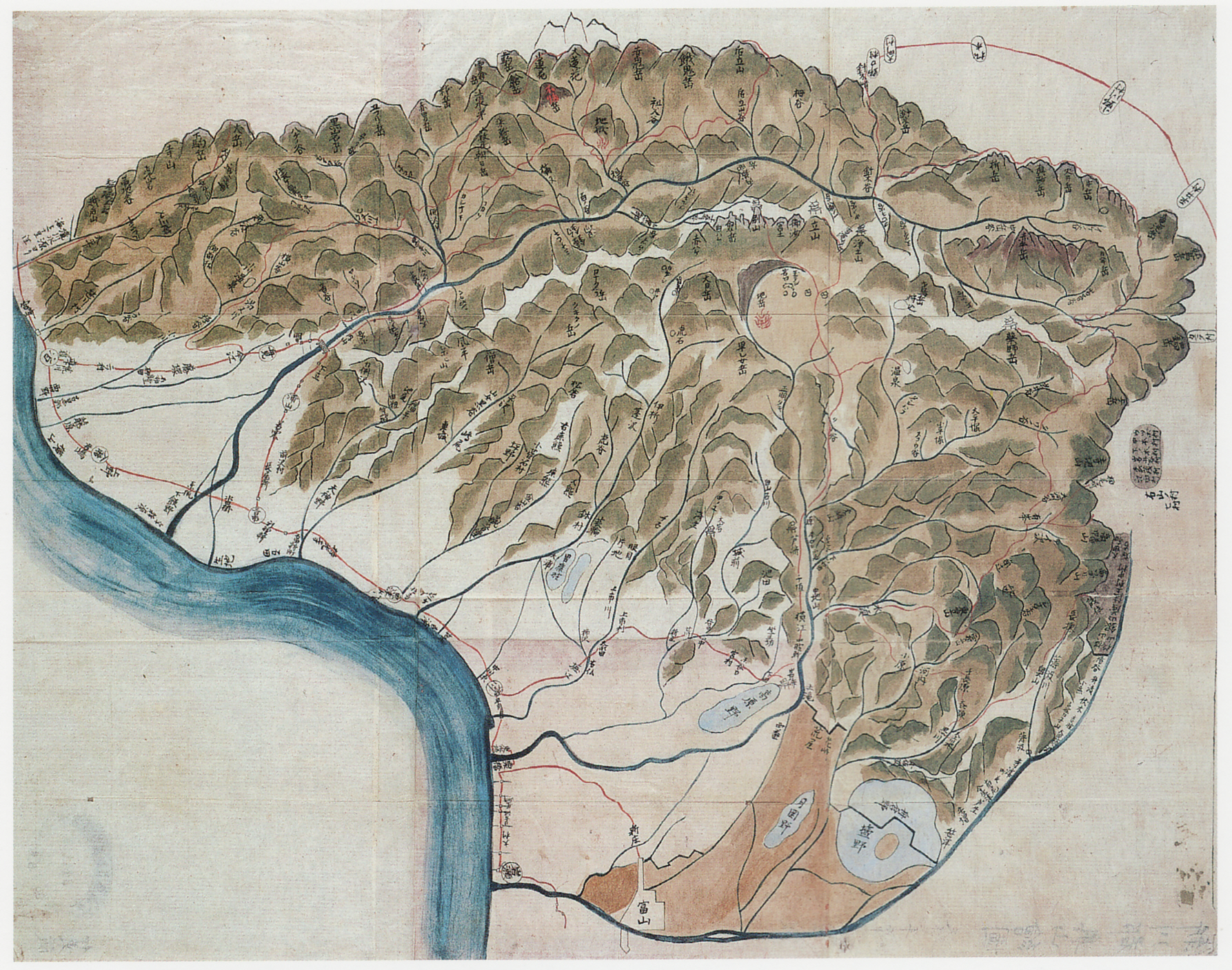
『新川郡奥山絵圖』古写図、脇坂長右衛門筆
天保7年(1836)、富山県立図書館蔵

奥山廻り（おくやままわり）とは加賀藩が立山と白山の奥山での国境警備と、杉、欅、檜など重要な樹木7種（七木）の保全の為に組織した見分役である。これは十村分役の一つである山廻り役への加役または兼役として命じられたもので、独立した役名ではなく職名であり奥山廻り御用とも呼ばれる。ここでは黒部奥山（立山の奥山）での奥山廻りについて述べる。

## 概要
江戸時代初期の地図は立山の背後は空白であった。黒部川も下流から中流にかけては描かれているが、上流域は山陰に吸い込まれるように消えている。藩政初期、加賀藩にとって黒部奥山は未知の世界であった。しかし戦国時代の佐々成政の佐良峠〜針ノ木峠越で越中・信濃間の最短の間道として黒部奥山は軍事上の要点であった。また加賀白山の領土争いでは幕府の調停によって越前福井藩の領山とされた苦い経験もあり、松本藩との境をなす未知の奥山への重要度を認識していた。そのため加賀藩では慶長3年(1598年)以来、地元の者を召し寄せ聴聞し、役人を派遣して実地調査をさせ、やがて奥山廻りを常設して毎年巡視させた。領民に対しては「御縮り山」として立山参りの正規ルート以外での黒部奥山への立ち入りを禁じた。その後、この奥山廻りは明治3年(1870年)9月の廃止まで続いた。

## 奥山廻りのはじまり
奥山廻りの調査で最後まで空白だったのは、鷲羽岳周辺や水晶岳、雲ノ平、黒部五郎岳の周辺ではなく後立山連峰の周辺であった。むしろ北アルプスの最奥地といわれる三俣蓮華岳周辺は、三国境としての重要地点で詳細に調査された。後立山連峰はその名のごとく越中側から見ると立山の背後にある最奥地の山であり、キレット等のやせ尾根が続いている山稜である。江戸時代初期の黒部奥山廻りの記録には「此辺後立山に至る迄ノ間至険岨ニ而通路相成不申候」とあり、初期の奥山絵図では空白地帯であった。
加賀藩初代藩主前田利家は、慶長3年(1598年)2月に浦山村の百姓伝右衛門を召し寄せて黒部奥山の様子を聴聞している。この時伝右衛門には礼状として前田利家印判状「越中新川郡黒部奥山之儀委敷聞、喜敷候」が下付されている。この伝右衛門は元和年間(1615年から1624年)、越後国の浪人数百名が黒部渓谷口の内山村に立て篭もっているのを密訴して大事に至らしめなかった功者といわれる。そして三代目藩主前田利常は寛永17年(1640年)12月、この松儀伝右衛門を御下問のため金沢へ召し寄せ、浪人、山賊などが居ればこれを召し捕り訴え出ることを内役として命じた。さらに鏡、扇子、硯等を与え、武士にしか許されなかった乗馬も許可し、役儀の重要なること、その苦労に対する恩賞をも表明した（前田利常印判状）。これが奥山廻り御用の始まりである。
承応2年(1653年)には、芦峅寺村十三郎と殿村四郎右衛門が御扶持米20俵で「新川郡山廻り」として命じられ、延宝元年(1673年)には、芦峅寺村五左衛門、吉野喜右衛門、内山村三郎左衛門が「七木御縮り」のために御代官分を役料として「山廻り役」を命じられた。
| ▲下駒ヶ嶽 犬岳▲ 雪倉岳 ▲上駒ヶ嶽 ▲大蓮花 ▲硫黄岳 ▲赤鬼岳 ▲餓鬼岳 ▲後立山 剱岳▲ 別山 大日岳▲ 立山 針ノ木岳▲ 折岳 薬師岳▲ 赤牛岳▲ 真砂岳 中岳劔▲ 火打ヶ岳 ▲竜池岳 三ツ又岳▲ 鷲羽ヶ岳 大平村 芦峅村 有峰村 下奥山 上奥山 黒部川 針ノ木峠 (札立場) 佐良峠 越後 越中 信濃 飛騨 |
| 主な奥山見分ルート。（山名とルートは絵図より抜粋） ※表示環境によっては文字がずれることがあります。 |

## 見分ルート
加賀藩御定書によれば奥山は新川郡立山と白山渓谷より奥の地域を指している。黒部奥山に限ると後立山（鹿島槍ヶ岳）を境に北部を下奥山、南部を上奥山と呼んでいる。見分ルートの主な変遷を下に記す。

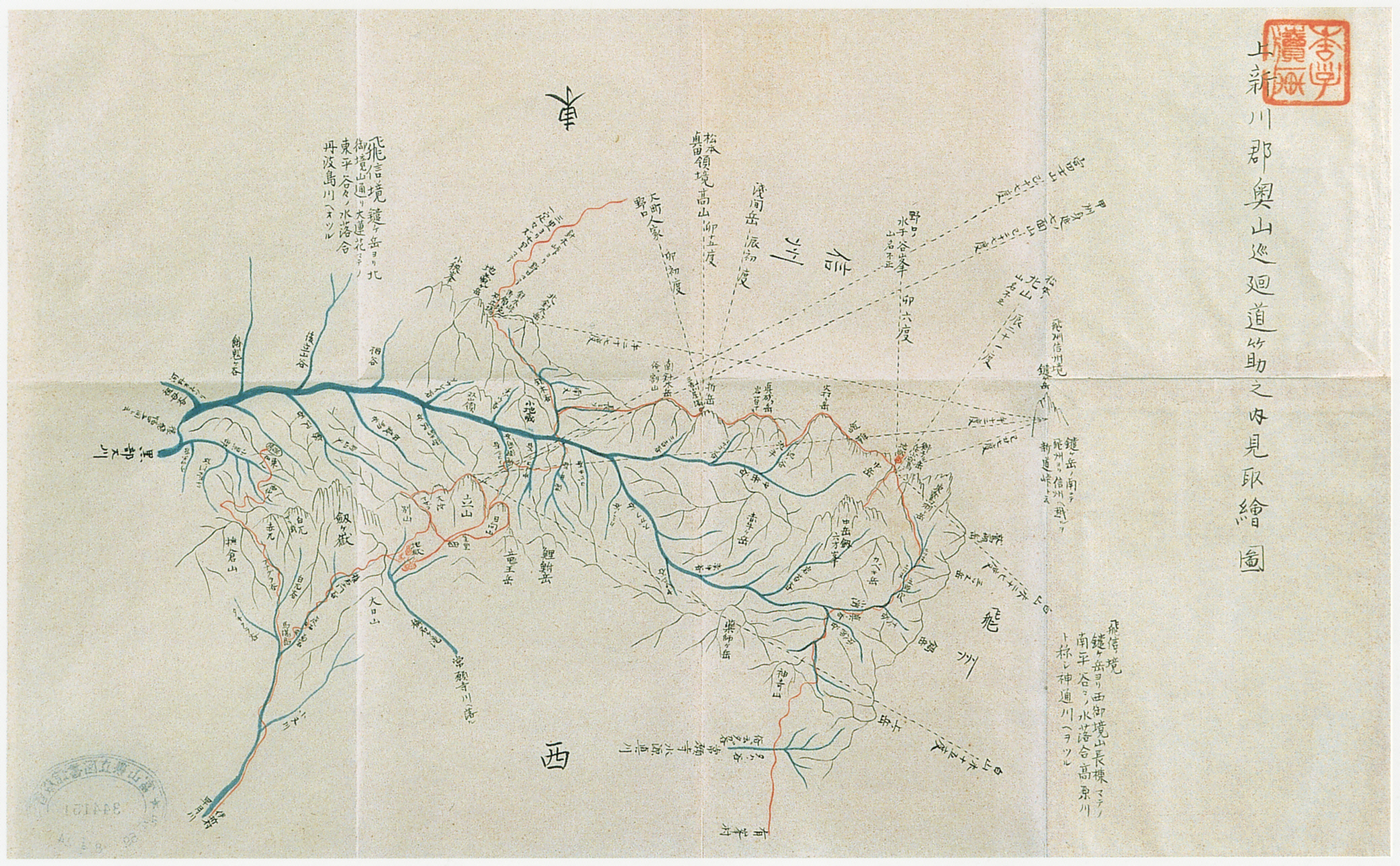
『上新川郡奥山巡廻道筋之内見取絵圖』
天保10年(1839)以降、原作者不明
富山県立図書館蔵

### 下奥山
越中と信濃、越後との国境をなす。
- 延宝6年(1678年)、大平村（現在の富山県下新川郡朝日町）から境川沿いに下駒ヶ嶽を往復。
- 享保11年(1726年)、大平村から下駒ヶ嶽へ登って越後との境目を見分し、次に黒部川から上駒ヶ嶽へ登り、鑓ヶ嶽へ登って信濃との境目見分。

寛政年間(1789年から1800年)に祖母谷に明礬が発見されるとルートが拡大した。
- 天保14年(1843年)、大平村からソヨナギノ丸山。蛭谷村（同）から北又谷、猫又谷、スノコ峰、祖母谷から餓鬼谷、後立山谷、猫又谷、蓮華山で境目見分。

弘化年間(1844年から1847年)になると境相立により境目見分の必要性は薄れたため、御林山の管理においては蓮華山までとして、後立山方面はその地形の険しさから必要に応じて見回るようになっていった。

### 上奥山
越中と信濃、飛騨との国境をなす。
- 天和2年(1682年)、芦峅寺村（現在の富山県中新川郡立山町）から室堂、御前谷、黒部川までを往復。

元禄10年(1697年)から14年までは幕府から提出を求められた国絵図を作成するために、奥山廻りには特別に絵図御用が命じられており、山名、川名、閑道、方位、里程などを詳しく収集して報告している。
- 元禄10年(1697年)、芦峅寺村から室堂、針ノ木峠へ至り、後立山方面の信濃との境目見分。有峰村（現在の富山県富山市有峰）から薬師ヶ嶽に登り鷲ヶ羽獄（三俣蓮華岳）方面の飛騨の境目見分。

寛保年間(1741年から1743年)頃から上奥山での盗伐事件が相次ぐようになりルートが拡大した。
- 享和3年(1803年)、針ノ木峠、後立山南谷を登って信濃との境目見分。火打ヶ嶽から中嶽へ向かい盗伐小屋を発見、焼き払い処分。鷲羽ヶ嶽に登って三国境を見分。有峰村に出ている。
- 文化7年(1810年)、上記と同様のルートだが温谷から中嶽へのルートが困難で、これを避けるために針ノ木谷奥の南又を信濃側へ越境して真砂嶽へ登っている。
- 天保9年(1838年)に松本藩との間で境相立が取り決められ、松本藩による番所の設置によって盗伐問題は決着し、ほとんど盗伐事件はなくなった。

## 見分パーティ
奥山廻りの実施は登山期の6月から8月に、通常は上奥山と下奥山で隔年に行われた。この実施者としては御用番から奥山廻り御用を申し渡された横目が派遣する横目足軽を選び、この横目足軽2名と御算用場から通達を受けた郡奉行から、奥山廻りあるいは奥山廻り加役として山廻り足軽数名とその年の山廻り役2名から4名があてられ、これに杣人足が10名程度加えられた。もちろん人数は随時変えられていて最初期には全体で数名程度だったものが、盗伐事件が続発するようになると杣人足が30人にもなり総勢40名にもなることがあった。
これら奥山廻り御用のパーティが入山しての行動は長い時には20日間にも及び、大量の食糧などを携行し、決まった場所に小屋掛したり野宿などで夜を過ごし、渡渉できない場所では橋を掛けたりといった大変なものであった。しかし困難な登山の間にも珍味である岩茸を採取したり岩魚を釣ったり兎や雷鳥を捕らえて料理している。
嘉永2年(1849年)、上奥山の温谷での野宿では横目方を招いて酒宴を開いている。このときの献立の記録では
- 吸物　鯨味噌　茄子相添
- 取肴　いなたきりめ　海老煎付　鮎の鮓（すし）　岩魚ノ作身（刺身）
- 酢物　岩茸ニ焼麩　はり生姜
- 飯代りひやし素麺　したし鰹だし　岩茸相添

と豪華なものであった。

## 盗伐事件の取り締まり

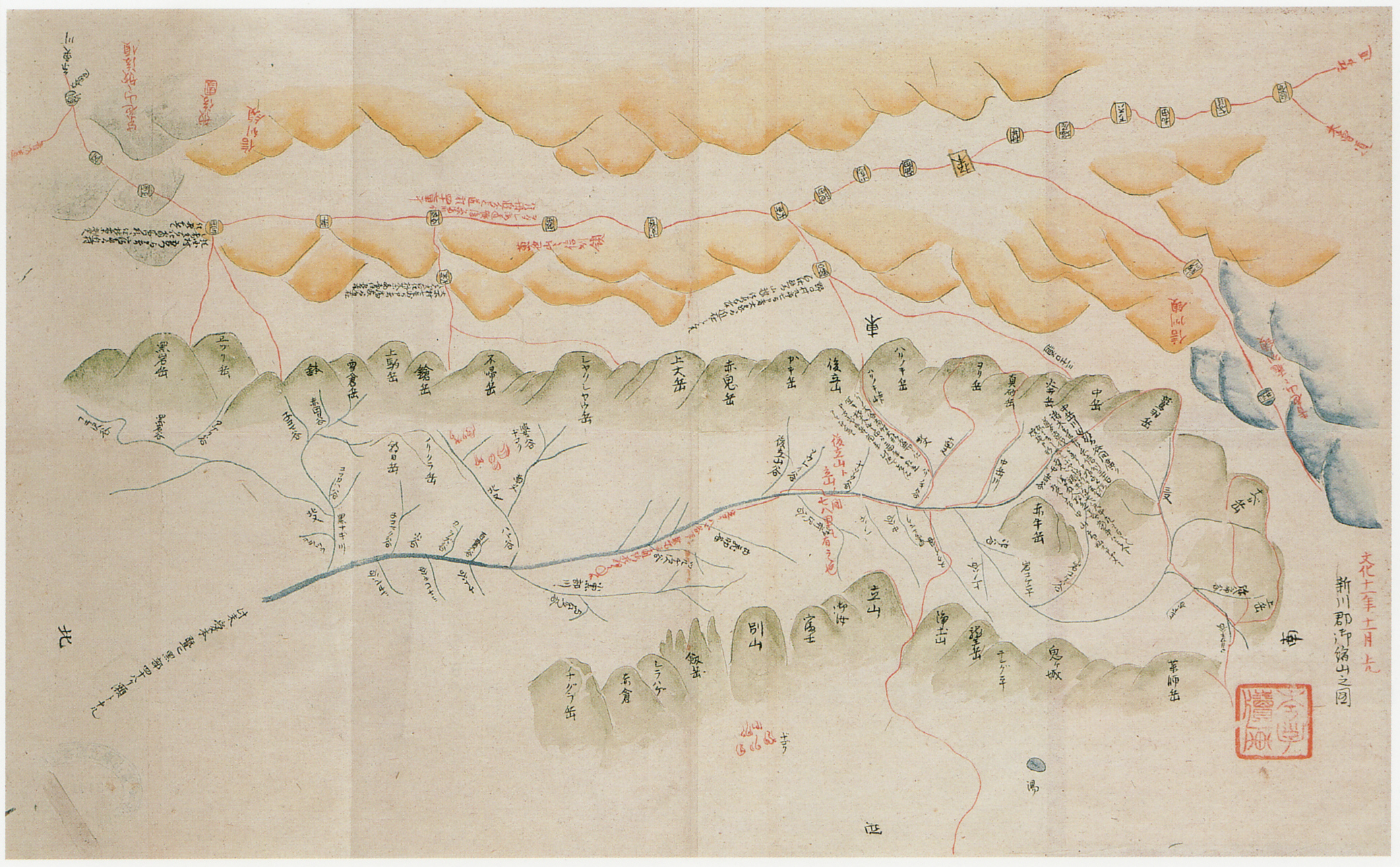
『御縮山之圖』
文化11年(1814)、原作者不明
富山県立図書館蔵

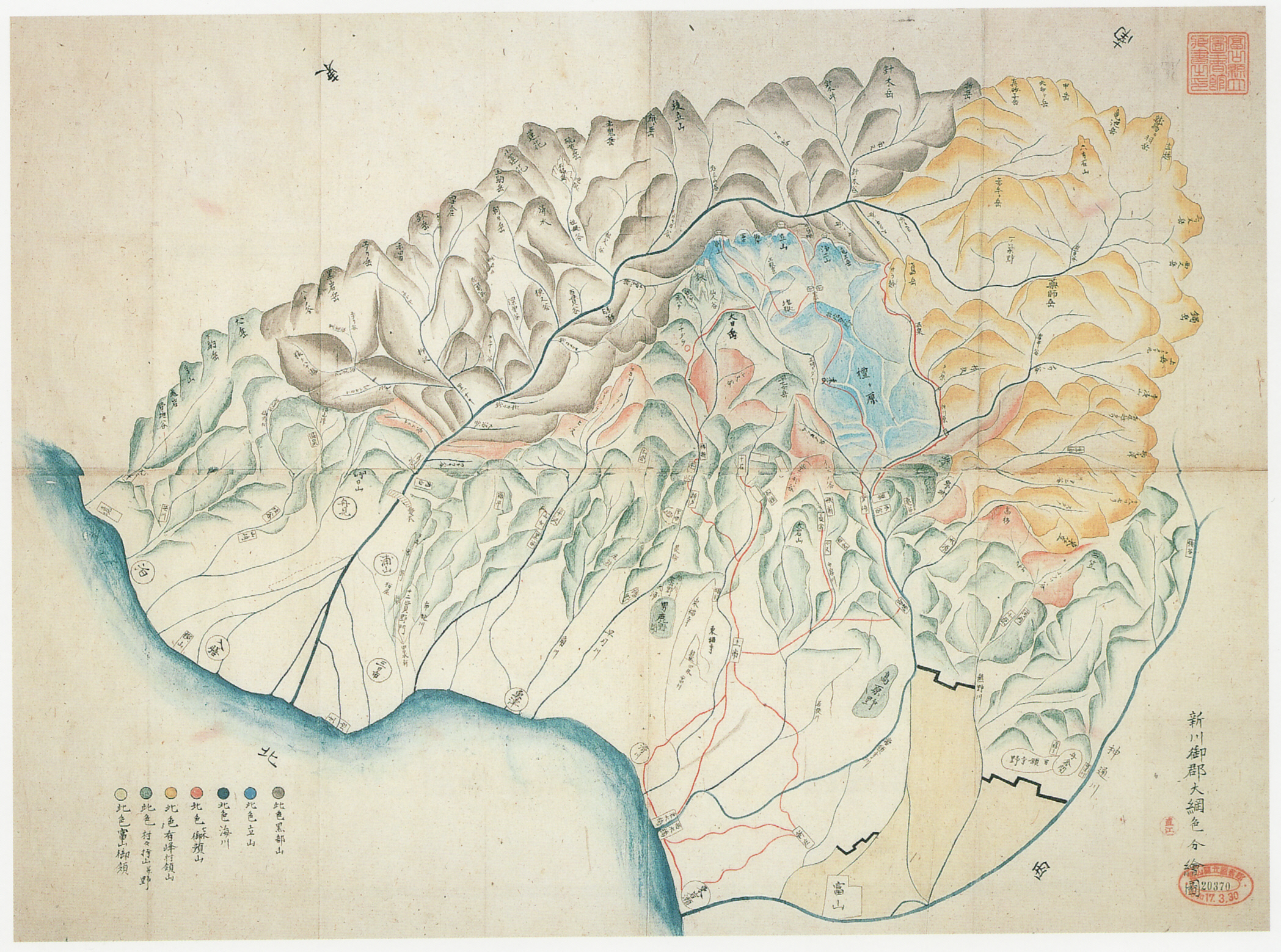
『新川御郡大綱色分絵圖』
江戸末期、原作者不明
富山県立図書館蔵

奥山廻りの初期の目的は国境警備であったが、しだいに世の中が安定してくると木材盗伐や密貿易の取り締まりに重点が変わっていった。この黒部奥山へしきりに出没したのは信州の杣であった。奥山廻りらはこの取り締まりに難儀した。杣たちは奥山廻りが近づくといち早く逃げてしまう。逃げ去った後の盗伐現場で奥山廻りは、盗伐小屋を焼き払い伐採道具を没収して木材を押収した。しかし木材を越中側へ運び出すのは困難であるため、仕方なく信州の木材業者に呼びかけて払い下げたが、足元を見られて安く買い叩かれた。しかしその木材業者こそ杣たちの元締めであった。
- 正徳2年(1712年)7月、記録に残る最も古い大規模な盗伐事件が起きている。それは針ノ木谷で起きた事件で奥山廻りが現場を発見して取り押さえた。尋問するとこれらは尾張国の杣ども25名で、遠国から出稼ぎに来て国境も分からず入山したと言い、信州松本町の佐平次と安曇郡野口村の弥左衛門の二人が元締めであるのが分かった。奥山廻りは彼らにここは加賀藩の領域であることを教え、国境を熟知しているはずの元締めこそ怪しい人物であるとして元締めを連れてくるようにと使いを出した。しかし不正を行った元締めが来るはずもなく、4日経っても使いの者とも帰って来なかった。そこで仕方なく杣たちを信州方面に追放し小屋を焼き払って伐採道具を没収した。この杣どもは尾張から来たと言うが、尾張藩領の信濃国筑摩郡奈川村はすぐそこであり針ノ木の国境を知らないはずはない。しかし寛大な措置をとったのにはいろいろと理由があった。元締めは御三家尾張領民という親藩の威光を笠に着て、加賀藩奥山廻りの強制執行を免れるためにわざわざ奈川村民を雇っているのであり、奥山廻りたちはこの御三家の百姓と紛争を起こすことを避けたのである。それに同行8人の杣人夫に比べて相手方は25人もおり、これらの者を盗伐者として強制的に加賀藩内まで引致することは困難と判断、やむなくこのような寛大な処置とした。このことは加賀藩内で重大問題となり、その後は奥山廻りには強健な杣人夫30名から40名が付けられるようになった。そして針ノ木岳以南の上奥山を重点的に警戒するようになった。奥山廻りは百姓ながら当然帯刃も許され手錠縄も携行していた。また、杣の小屋掛けした場所で「宝永八年八月野口山」と書いた石が立ててあるのを発見している。安曇郡野口村の山だという意味である。加賀藩の役人はそれを見て怒り「砂磨きに仕り、文字相見え申さず様に消し」ている。信州側では黒部川が国境だという観念を持っていたからである。「野口山」の石標に対抗して加賀側では針ノ木峠や上駒ヶ嶽に毎年「金沢御領」と書いた木札を立てて国境を主張した。山廻り役の名も書き連ねて「杣頭弐十人、平杣弐百人、杣五百人召連」などと書き付けた。奥山廻りは多くてせいぜい30人程度のところを200人とか500人などとかなり誇張して書いていて、「このような大勢で山中を隈無く見回っているぞ」と信州側に脅しをかけている。
- 安永4年(1775年)、不時の登山が行われた。これは中嶽付近での盗伐情報に急行したものであり、信州安曇郡高根新村の友右衛門の倅、三吉が盗伐者として捕らえられている。その後しばらく大規模な盗伐は無くなり、三吉の名が三吉谷、三吉道、三吉小屋場跡などの地名となって残ったほどの大事件となった。上高地の上條嘉門次も黒部川源流域の地理までは知らなかったが、三ツ岳、赤牛岳方面の山域を漠然と「赤牛三吉」と呼んでいたようで、昭和初期まで信州の古い杣や猟師達は赤牛岳方面を赤牛三吉と呼んでいた。
- 天明2年(1782年)、針ノ木谷に盗伐小屋を発見したとの通報により不時登山。
- 享和3年(1803年)、中嶽の下、黒部川筋の池ノ谷付近に3軒の盗伐小屋を発見。
- 文化7年(1810年)、針ノ木峠で5軒の盗伐小屋を発見。黒檜60本を切り倒して挽板などにして信州側へ持ち出されている。
- 文化14年(1817年)、針ノ木谷の入り口に盗伐小屋を3軒、その上方にも2軒発見。

嘉永2年(1849年)に針ノ木峠に立てられた木札には、表側に奥山廻り4名の名前と裏側に杣頭20人、平杣200人と書かれている。

## 国境の確定
信州側が国境を黒部川と見ていたように、加賀藩でもその藩政初期から国境については漠然とした認識しか持っていなかった。しかし次第に増える盗伐事件によって国境を明確にする必要に迫られたため、安永元年(1648年)の調査で加賀藩は国境の筋目を決定した。しかしこれは加賀藩の一方的な決定であり、盗伐事件を防ぐ助けにはならなかった。その後宝暦9年(1759年)、加賀藩では他国から材木を買うことなく自国の領内で賄おうと黒部奥山の伐採事業を進める。ただし黒部川へ下ろすルートだけでは困難なので信州側へも搬出したいと考えるのは当然であり、藩士の名越彦衛門が秘密裏に信州へ赴いて松本藩と折衝している。そして天保9年(1838年)にようやく松本藩との間で境相立という決着を見た。これにより加賀藩は奥山廻りなどが松本藩の領内を通行することや伐採した木材を搬出することも得たのに対し、松本藩は塩の供給を得られるようになった。この後も上奥山の奥山廻りは続けられたが、針ノ木谷で盗伐行為が発見されることはほとんどなくなった。

## 奥山廻りの終焉
明治時代、廃藩置県が行われる前年の1869年（明治3年）、加賀藩の奥山廻りは廃止された。